# Sabata de fre

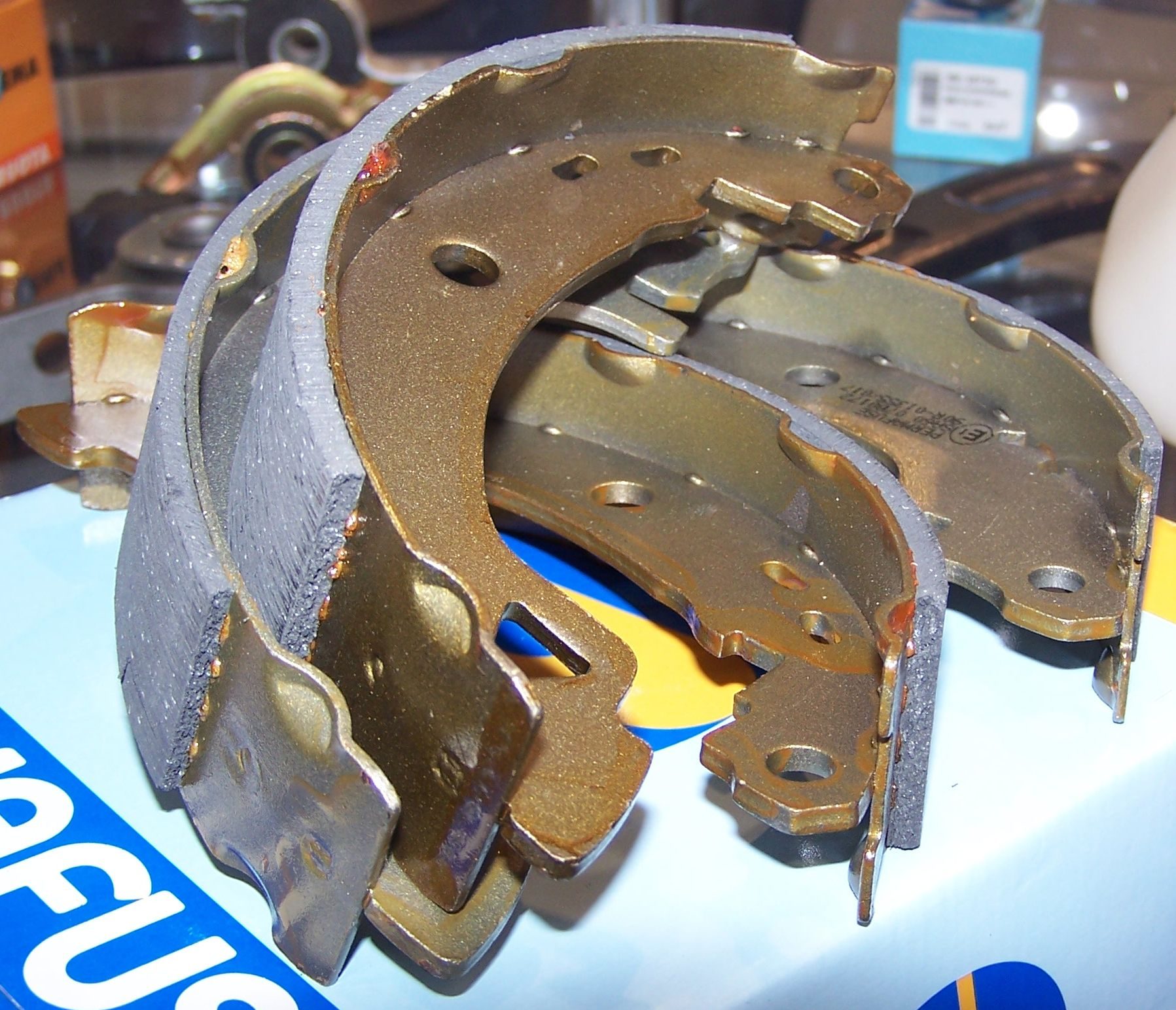
Sabates i folres de fre de tambor

Una sabata de fre, és la part d'un sistema de frenada que transporta el revestiment de fre o soc dels frens de tambor utilitzats en els automòbils, en els carros o el bloc de fre dels frens del tren i de les bicicletes (popularment pastilles de fre). Un dispositiu que es col·loca en una via per frenar els vagons de ferrocarril també s'anomena sabata de fre.

## Fre de tambor d'automòbil
La sabata de fre porta el revestiment de fre, que està reblat o enganxat a la sabata. Quan s'aplica el fre, la sabata es mou i pressiona el revestiment contra l'interior del tambor. La fricció entre el folre i el tambor proporciona l'esforç de frenada. L'energia es dissipa en forma de calor.
Els cotxes moderns tenen frens de disc per tot arreu, o discos al davant i tambors al darrere. Un avantatge dels discos és que poden dissipar la calor més ràpidament que els tambors, de manera que hi ha menys risc de sobreescalfament.
El motiu per retenir els tambors a la part posterior és que un tambor és més efectiu que un disc com a fre d'estacionament.

## Fre de la banda de rodament del ferrocarril
La sabata de fre porta el bloc de fre. El bloc estava fet originalment de fusta, després l'ús de ferro colat (especialment ferro gris) sembla ser substituït més tard avui dia per material compost d'alta fricció . Quan s'aplica el fre, la sabata es mou i pressiona el bloc contra la banda de rodament de la roda. A més de proporcionar esforç de frenada, això també "frega" la roda i la manté neta. Aquest fregat provoca un desgast a la banda de rodament de la roda i sovint provoca el xiscle dels frens. Els frens de la banda de rodadura dels trens de passatgers s'han substituït en gran part pels frens de disc.
Alguns operadors de trens de mercaderies pesades han començat a utilitzar sabates de fre (i pastilles) amb diferents tipus de plàstic (com el kevlar). Un d'ells és DB Cargo, i cita menys desgast i sobretot menys soroll, que és important quan es condueix en zones urbanitzades.

## Fre de llanda de bicicleta
Comprèn un parell de caixes rectangulars obertes que es munten a les pinces de fre d'una bicicleta i que subjecten els blocs de fre que es pressionen contra la llanda per frenar o aturar la bicicleta.

## Catalogació
Existeixen diferents sistemes per a la catalogació de les sabates de fre. El sistema més utilitzat a Europa és el sistema de numeració WVA.

## Rail skids

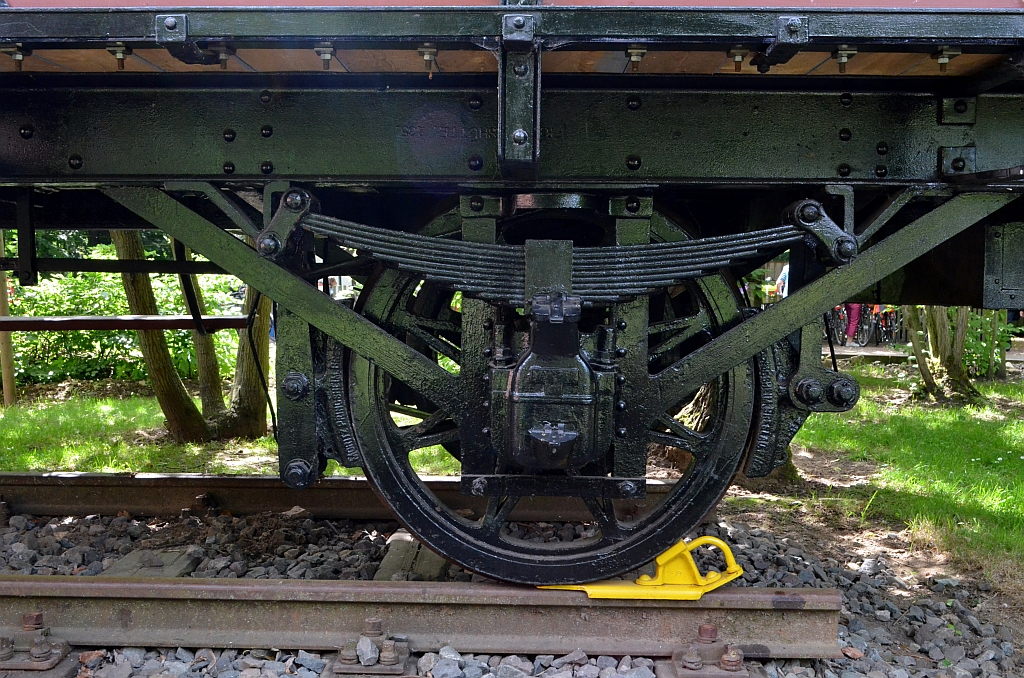
Sabata de fre per a vagons de ferrocarril

Els Rail skids són un tipus de Sabata de fre per a vagons de ferrocarril. Es pot posar una sabata de fre sobre la via per aturar un vagó de tren en moviment. La roda s'enrotlla fins a la llengüeta i llavors la sabata llisca amb el vagó sobre la via fins que s'atura. També s'anomenen rail skids o rail skates .